# Harvey Sacks
Harvey Sacks (19 luglio 1935 – 14 novembre 1975) è stato un sociologo e linguista statunitense molto vicino alla tradizione etnometodologica.
È stato un pioniere negli studi sul modo in cui le persone usano il linguaggio nel mondo reale.
Nonostante la sua scomparsa prematura dovuta ad un incidente automobilistico, è stato il fondatore della disciplina dell'analisi della conversazione. Ha inoltre avuto una forte influenza su molte discipline, dalla linguistica alla psicologia.
Sacks a partire dallo studio di interazioni della vita quotidiana (es. colloqui telefonici) ha gettatto luce sull'attività dei Membri di Categorizzazione.
È scomparso nel 1975 all'età di 40 anni a seguito di un incidente stradale.

## Pubblicazioni
- Harvey Sacks, Enrico Caniglia, Andrea Spreafico e Federico Zanettin (2017) 'Harvey Sacks - Fare Sociologia,' Edizioni Altravista, Pavia, 9788899688226[1].
- Sacks, H. (1963) 'Sociological Description,' in Berkeley Journal of Sociology, 8:1-16.
- Harvey Sacks and Harold Garfinkel (1970) 'On formal structures of practical action,' in: J.C. McKinney and E.A. Tiryakian (eds.), Theoretical Sociology, Appleton-Century-Crofts, New York, 1970, pp. 338–366. Reprinted in H. Garfinkel, ed., (1986) Ethnomethodological Studies of Work, 160-193.
- Sacks, H. (1972) 'An Initial Investigation of the Usability of Conversational Data for Doing Sociology', in D. Sudnow (ed.) Studies in Social Interaction, Free Press, New York, pp. 31–74.
- Sacks, H. (1972) 'Notes on Police Assessment of Moral Character.'  In D.N. Sudnow (ed.) Studies in Social Interaction, Free Press, New York, NY, pp. 280–293.
- Sacks, H. (1974) 'On the Analyzability of Stories by Children', in R. Turner (ed.) Ethnomethodology, Penguin, Harmondsworth, pp. 216–232.
- Sacks, H., (1974) 'An Analysis of the Course of a Joke's telling in Conversation', in R. Bauman and J.F. Sherzer (eds.) Explorations in the Ethnography of Speaking.  Cambridge, UK; Cambridge University Press, pp. 337–353.
- Sacks, H., Schegloff, E. A. & Jefferson, G.  (1974)  'A Simplest Systematics for the Organisation of Turn-Taking for Conversation', in Language, 50:696-735.
- Sacks, H. 'Everyone Has To Lie.'  (1975)  In B. Blount and M. Sanches (eds.) Sociocultural Dimensions of Language Use, Academic Press, New York, NY, pp. 57–80.
- Sacks, H.  'Some Technical Considerations of a Dirty Joke'. (1978) In J. Schenkein (ed.) Studies in the Organization of Conversational Interaction, Academic Press, New York, NY, pp. 249–269.
- Sacks, H.  'Hotrodder: A Revolutionary Category.'  (1979) In G. Psathas (ed.) Everyday Language: Studies in Ethnomethodology.  Irvington Press, New York, NY, pp. 7–14.
- Sacks H. and E.A. Schegloff.  (1979) 'Two Preferences in the Organization of Reference to Persons in Conversation and Their Interaction.'  In G. Psathas (ed.) Everyday Language: Studies in Ethnomethodology, Irvington Press, New York, NY, pp. 15–21.
- Sacks, H. Lectures 1964-1965, in Gail Jefferson (ed.) (1989) with an Introduction/Memoir by E.A. Schegloff, Human Studies, 12: 211-393.
- Sacks, H. Lectures on Conversation, Volumes I and II (1992). Edited by G. Jefferson with an Introduction by E.A. Schegloff, Blackwell, Oxford.

## Curiosità
Sacks è anche il nome del client per Riunioni Digitali https://web.archive.org/web/20130614123427/http://riunionidigitali.net/